# Dunav Grocka
Dunav Grocka (code BELEX : DNVG) est une entreprise serbe qui a son siège social à Grocka, dans la banlieue de Belgrade. Elle travaille dans le secteur de l'industrie textile.

## Historique
Dunav Grocka a été admise au libre marché de la Bourse de Belgrade le 19 juillet 2004 ; elle en a été exclue le 22 avril 2013 et a été admise au marché régulé.

## Activités
Dunav fabrique toutes sortes de fils, notamment des fils en polyamide, des fils multifilaments et microfilaments, ; elle produit aussi des fils en polyester, dont des fils multifilaments, des fils en polytéréphtalate de butylène et des fils en polyester ayant subi une polymérisation cationique ; elle propose encore des fils recouverts d'élasthanne. Dans sa gamme de produits figurent également des fils pour les chaussures et les vêtements en cuir ainsi que des fils de coton.

## Données boursières
Le 2 juin 2014, l'action de Dunav Grocka valait 117 RSD (1,01 EUR). Elle a connu son cours le plus élevé, soit 510 RSD (4,42 EUR), le 1er février 2005 et son cours le plus bas, soit 80 RSD (0,69 EUR), le 18 août 2009.
Le capital de Dunav Grocka est détenu à hauteur de 63,35 % par des entités juridiques, dont 24,56 % par l'Akcionarski fond Beograd et 23,29 % par Simpl d.o.o. ; les personnes physiques en détiennent 35,79 %.